# Ghetto de Vitebsk
Le ghetto de Vitebsk (25 juillet 1941 — décembre 1941) fut l'emplacement de déportation des Juifs de la ville de Vitebsk (Biélorussie) et des environs sous la contrainte, suivant le processus de la Shoah, à l'époque de l'occupation du territoire de l'URSS par les forces armées du troisième Reich, durant la Seconde Guerre mondiale.
C'est un des 300 ghettos dénombrés en Biélorussie durant la seconde guerre mondiale. Les Allemands occupèrent Vitebsk pendant près de trois années, jusqu'au 26 juin 1944. Le nombre des victimes juives durant cette période s'éleva à environ 20 000 morts.

## La communauté juive de Vitebsk
| \| Vitebsk \| Localisation de Vitebsk sur la carte de la Biélorussie. |
| Vitebsk                                                               |

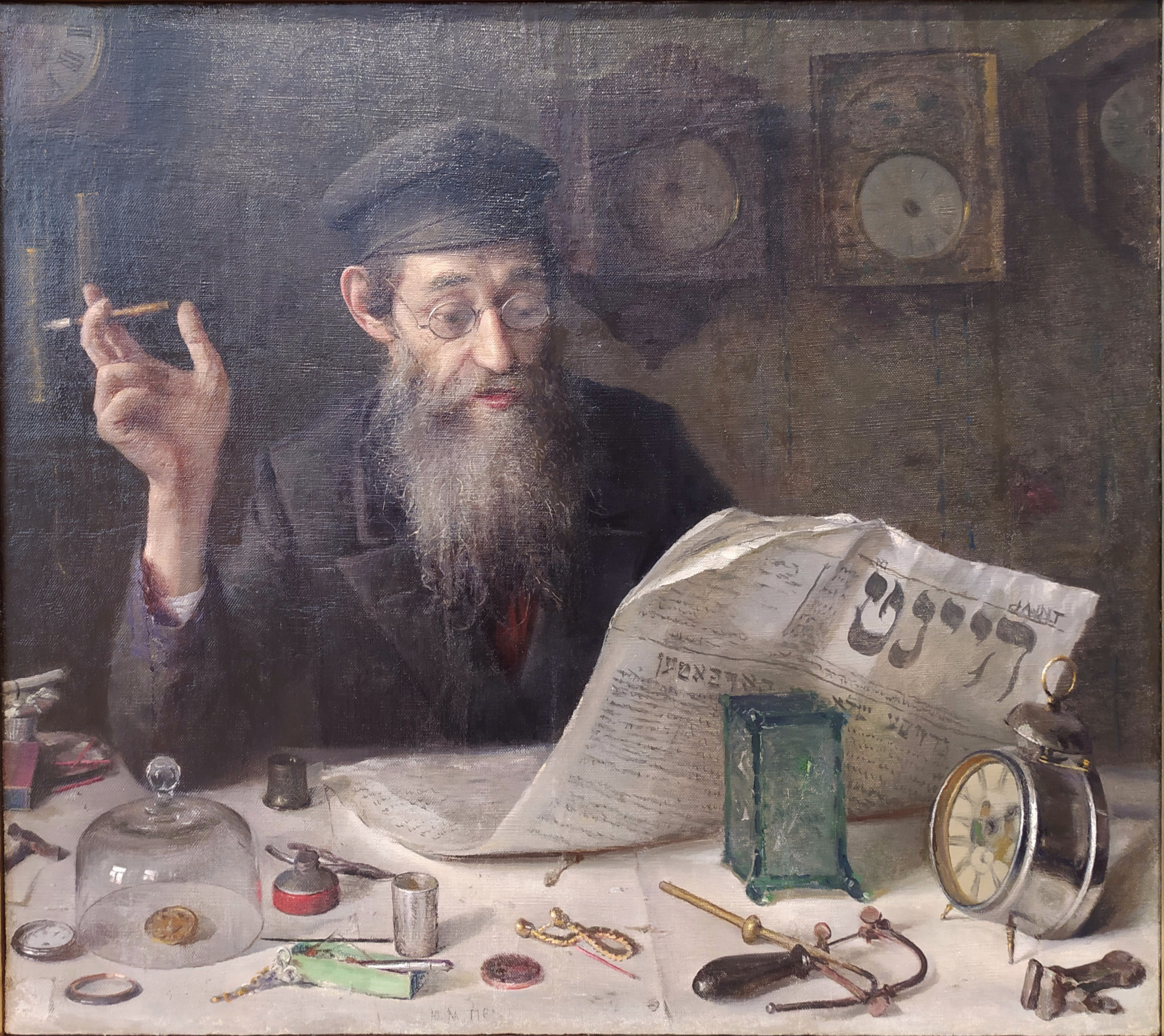
L'horloger par Iouri Pen, un maître de Marc Chagall

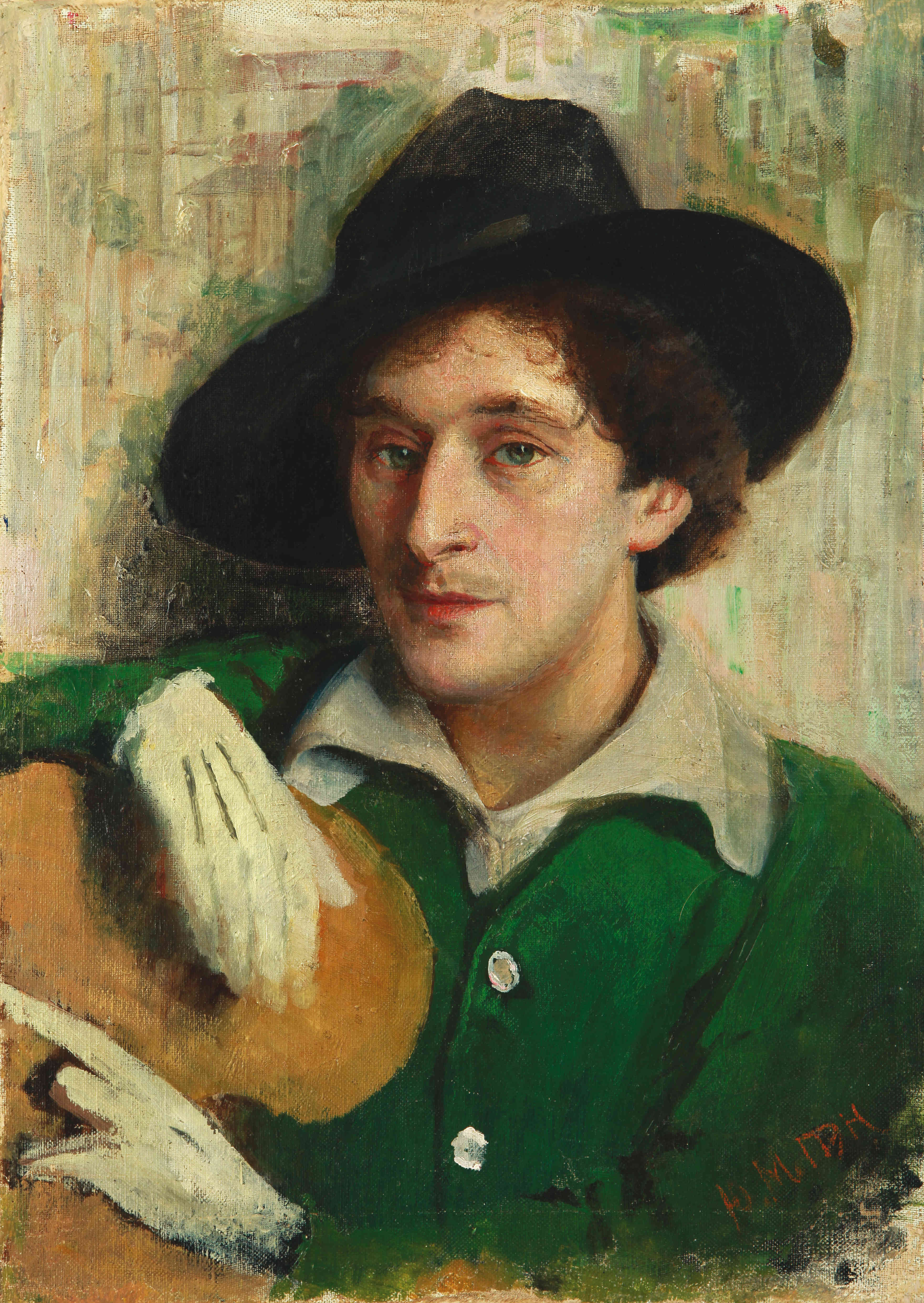
Marc Chagall par Iouri Pen (1915)

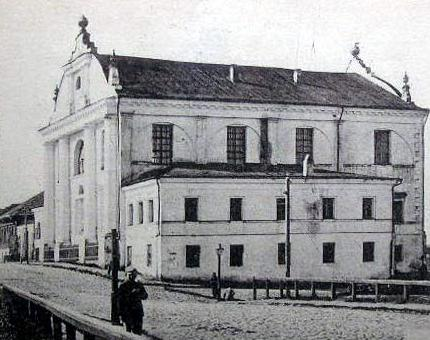
Witebsk wielka synagoga/Synagogue de Vitebsk

La communauté juive de Vitebsk remonte au moins à la fin du XVIe siècle. En effet, en 1597, dans une charte octroyée aux habitants de Vitebsk, le roi Sigismond III de Pologne interdit aux Juifs de résider dans cette ville, alors qu'il apparaît qu'avec la protection de la noblesse locale, certains résidaient depuis longtemps à Vitebsk. En 1627, la construction d'une synagogue est autorisée.
Lors de la guerre russo-polonaise, les Juifs combattent pour la défense de la ville et leurs propriétés sont saisies par les Russes. Ce n'est qu'après la paix, en 1667, qu'ils récupèrent difficilement leurs biens qui entretemps avaient été occupés par leurs voisins. En 1679, le roi de Pologne Jean III Sobieski octroie une charte aux Juifs leur donnant la liberté de religion et des droits commerciaux. Cette charte fut renouvelée en 1729 et en 1759. Mais entretemps, en 1708, un incendie avait détruit le quartier juif et les habitants de Vitebsk en avait profité pour construire une église en lieu et place de la synagogue. La cour suprême lituanienne leur ordonna de restituer le terrain à la communauté et à lui payer des dommages se montant à 13 500 pièces d'or.
En 1772, Vitebsk est annexée par la Russie, alors que la communauté juive se monte à 1 227 personnes soit le quart de la population de la ville. Un siècle plus tard, la population juive atteint 34 420 personnes soit plus de la moitié de la population de Vitebsk.
La communauté juive de Vitebsk est alors un bastion du judaïsme orthodoxe, avec des influences lituaniennes et hassidiques. La communauté possède une yechiva et plus de 72 % des enfants fréquentent le heder ou le Talmud Torah. À la fin du XIXe siècle, les mouvements sionistes et socialistes, particulièrement le Bund, se développent. Avec l'arrivée de nombreux Juifs expulsés de Moscou, la Haskalah gagne en influence et plusieurs lycées fréquentés par les Juifs ouvrent. L'essor culturel est remarquable avec la création de l'école artistique de Vitebsk dont le fondateur est Iouri Pen et le plus illustre représentant Marc Chagall ; celui-ci représente à maintes reprises des scènes de la vie de la communauté juive de sa ville. L'écrivain Shalom Anski, l'auteur du chef-d'œuvre du théâtre yiddish, le Dibbouk est aussi né à Vitebsk.
Vitebsk devient soviétique après la Première Guerre mondiale. Chagall devient même un temps « Commissaire aux Beaux-arts » de la ville. La section juive du Parti communiste soviétique, la Yevsektsiya, y établit un de ses centres, mais plusieurs synagogues sont confisquées. Une yechiva loubavitch se maintient jusqu'à 1930. Selon les recensements, la population juive de Vitebsk se monte à 39 714 personnes en 1923 (43,7 % de la population) et décroît à 37 013 personnes en 1926 (37,5 %).

## Occupation de Vitebsk
Selon le recensement de 1939 la ville comptait 37 095 Juifs, soit 22,17 % de la population de la ville. Vitebsk fut soumise aux bombardements de l'aviation allemande du 25 juin 1941, mais jusqu'au 4 juillet la désorganisation des structures de l'état ne permit pas l'organisation d'une évacuation. Surtout du fait que, pour éviter une évacuation spontanée, il fut édicté que l'abandon non autorisé de poste de travail était considéré comme une désertion. Encore aujourd'hui il est difficile d'établir avec précision quelle partie de la population juive de Vitebsk put être évacuée, étant donné la rapidité avec laquelle la Wehrmacht avait envahi le territoire soviétique sur le territoire de l'actuelle Biélorussie depuis fin juin 1941 (en 17 jours environ). Le nombre de juifs qui s'engagèrent dans les rangs de l'Armée rouge n'est pas connu non plus.
La partie de Vitebsk située sur la rive droite de la Dvina fut prise le 9 juillet 1941(11) ; et, dans les jours qui suivirent, les forces allemandes occupèrent également le territoire situé sur la rive gauche de la Dvina.

## Avant la constitution du ghetto

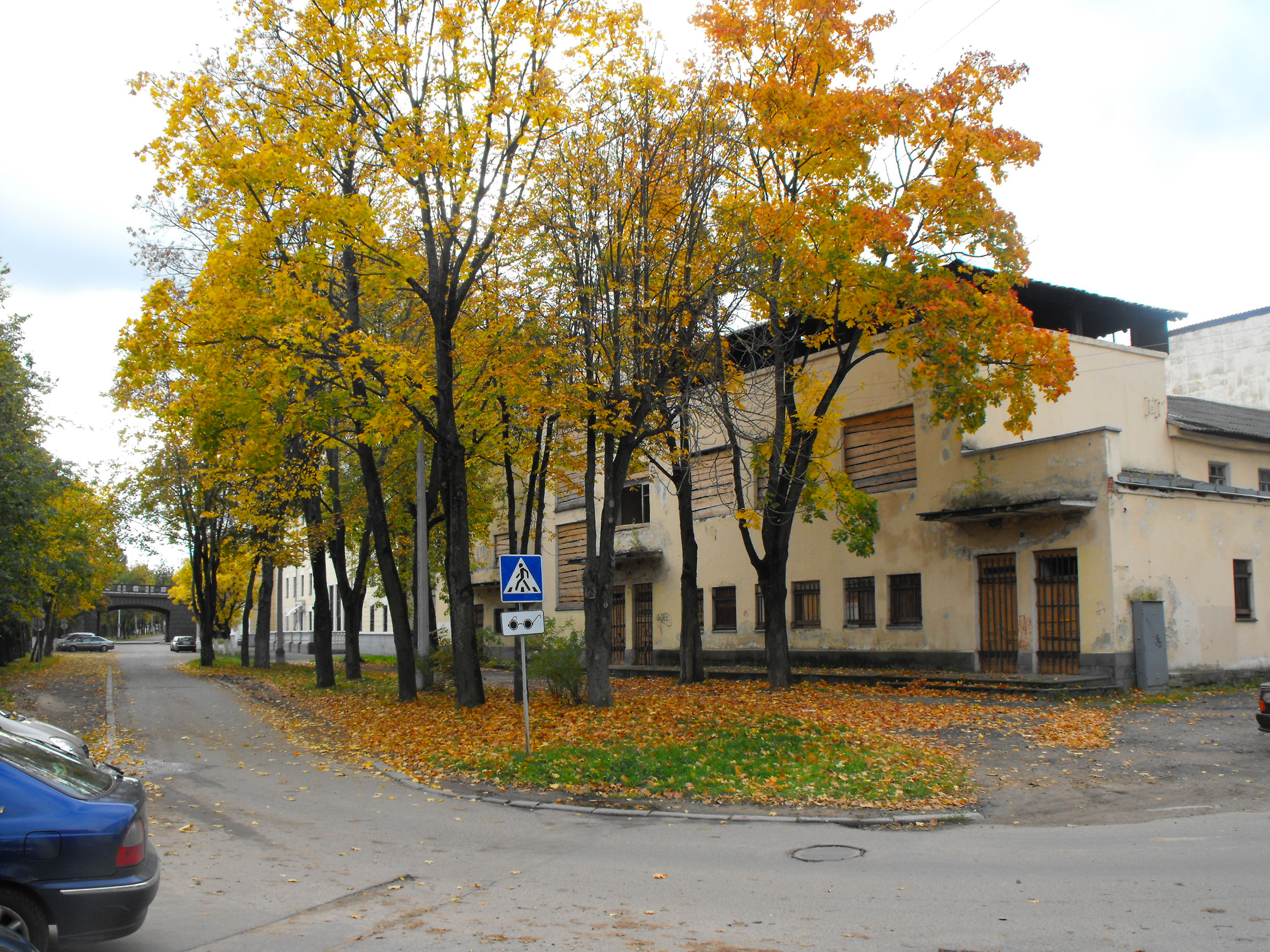
Emplacement du ghetto en 1941 — le quartier du club des métallos (à droite) et le territoire actuel des rues Naberejnaïa, Ilinsk, Kirov, Komsomolskaïa et Engels

Après la prise de Vitebsk, la ville est détruite par un incendie déclenché par l'Armée rouge en retraite. Pour le travail avec la population de la ville (parmi laquelle les Juifs), les occupants créèrent le 22 juillet 1941 une structure administrative de collaboration — le conseil municipal, avec comme bourgmestre Rodko. Pour les Juifs, les occupants créèrent un organe indépendant séparé (le Judenrat) et un service d'ordre. Les forces hitlériennes considéraient que pour la création du Judenrat ne devaient participer que des natifs de la ville. Les nazis créèrent un organe de direction juif, après l'accord de L. G. Brandtom (qui faisait fonction de bourgmestre de la ville) sur sa candidature comme futur membre.
Cinq personnalités entrèrent dans le comité juif : Weizerman (institutrice), D. С. Blen (directeur de la maison des beaux-arts), D. X. Gainsbourg (né en 1888), I. О. Glézerman (né en 1871), Kaghan (institutrice), Leithman (comptable), Е. Ch. Tsodikman (né en 1884). La direction du Judenrat devait être assurée par Katsenelson. Les membres du Judenrat avaient l'autorisation de sortir du ghetto : « Dans la municipalité de Vitebsk sur proposition de la police allemande nous demandons de donner aux membres du comité Soliman Evzei Shmouylovitch, né en 1884, le droit de circuler dans l'enceinte du ghetto pour les affaires concernant l'administration. Le comité des Juifs. Signature ».
En ce qui concerne l'action du comité, peu de choses sont connues. Une seule chose est claire, c'est que l'organe indépendant fut obligé de remplir diverses fonctions du pouvoir administratif (inscription des juifs, envoi au travail, etc.). Les fonctions principales de service d'ordre consistaient à patrouiller à l'intérieur du ghetto.
Pour les occupants, il s'agissait de recueillir des informations complètes sur les Juifs de Vitebsk pour la réalisation de leur politique de génocide. Dès le 17 juillet 1941, apparut l'obligation pour la population de s'inscrire dans un registre particulier. Les occupants planifièrent la durée de ces inscriptions sur trois jours c'est-à-dire jusqu'au 20 juillet 1941. Dans le rapport de la police des Einsatzgruppen « B » sur la situation à Vitebsk le 26 juillet 1941, il est indiqué : « Le conseil de signalisation des Juifs a déjà enregistré 3 000 Juifs ». Pour l'enregistrement, ce sont les données inscrites sur les passeports soviétiques qui étaient utilisées. Finalement ce sont 16 000 Juifs qui furent enregistrés dans la ville (y compris les mariages mixtes, les métissés et les juifs de troisième génération).
Il semble évident que tous ne furent pas enregistrés. Beaucoup de Juifs, qui tentaient d'évacuer plus loin, se trouvaient dans les faubourgs de la ville. Il faut y ajouter ceux qui vivaient près de la ville. En outre, à Vitebsk, se trouvaient un grand nombre de Juifs provenant des régions ouest de la Biélorussie envahies depuis 1939 par les troupes hitlériennes. Une partie des Juifs se cachaient aux occupants. Il y avait aussi ceux qui avaient été tués dès les premiers jours d'occupation.
La liste des Juifs établie par le Judenrat et transmises à l'occupant n'a jamais été retrouvée.
Une des premières mesures discriminatoires prises à l'encontre des Juifs de Vitebsk, fut le port de l'étoile de David dans le dos et sur la poitrine pour les personnes âgées de 10 à 55 ans.

## Création du ghetto
Les Allemands ne trouvèrent pas de suite un endroit pour isoler les juifs. Au début les occupants chassèrent les juifs vers d'anciens hangars à légumes. Probablement du fait de l'impossibilité d'y placer tout le monde (16 000 personnes), les nazis prirent d'autres décisions. Les organisateurs des forces d'occupations décidèrent de transférer les Juifs sur la rive droite de la Dvina, dans un bâtiment appelé « Club des métallos », à partir du 25 juillet 1941. Les Juifs ne pouvaient prendre qu'un bagage à main. Ils devaient entrer dans la zone d'isolement pour le 27 juillet au plus tard. Cet emplacement avait été conseillé aux Allemands par L. G. Brandt.

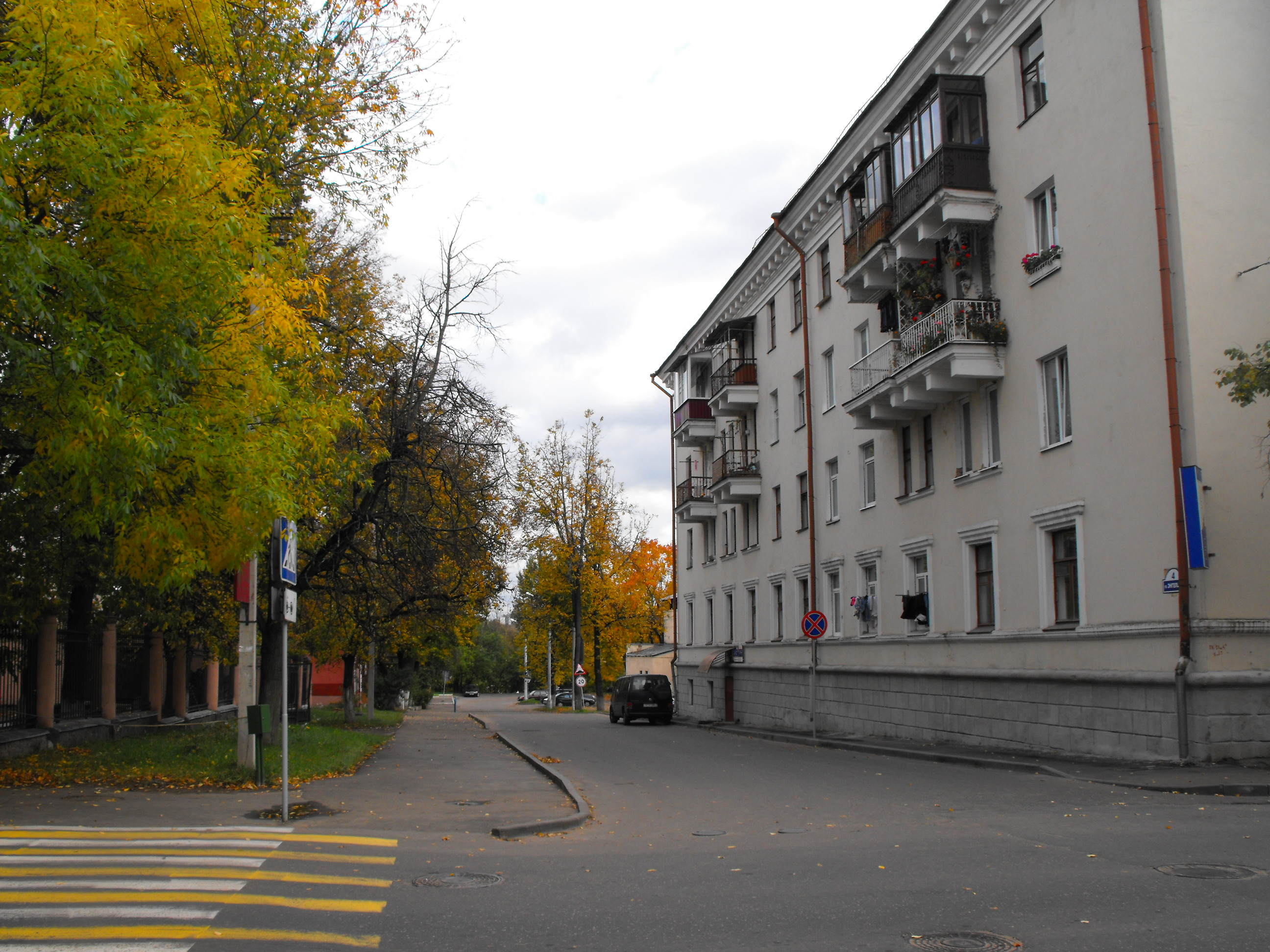
Territoire de l'ancien ghetto de Vitebsk en 1941. Sur la photo : le coin de la rue Komsomolskaïa et Engels (no 4), le ghetto occupait la partie droite.

Obéissant aux mesures prises par les forces d'occupation, quelques milliers de Juifs qui habitaient sur la rive gauche du fleuve Dvina (occidentale), furent rassemblés dans le quartier du mont Ouspenska, pour traverser le fleuve Dvina. Les occupants profitèrent de cette obéissance pour voler les valeurs et violer les femmes. Pour rassembler tous les Juifs sur la rive droite de la rivière, jusqu'au Club des métallos, il fallait traverser la Dvina. Le pont qui enjambait la rivière avait été détruit par les Soviétiques avant de se retirer. Les occupants disposaient d'un ponton, mais interdirent son accès aux civils. Il s'ensuivait que seuls des moyens de fortune permettaient de traverser. La traversée de la Dvina occidentale se transforma en un gigantesque pogrom de la population juive de Vitebsk. Les forces de la Wehrmacht renversèrent des radeaux et des barques avec leurs passagers. Ceux des Juifs qui ne savaient pas nager se noyèrent (surtout des gens âgés et des enfants). Quant à ceux qui essayaient de se sauver à la nage, les Allemands leur tiraient dessus ou les achevaient en les frappant avec les rames. Le nombre exact des victimes n'est pas connu avec précision. Selon un témoignage, il y aurait eu 2 000 victimes, selon d'autres 300 seulement. Les dates de ce transfert non plus, ne sont pas connues avec précision. Il y a deux versions : le 18 et le 25 juillet 1941.
Les occupants menèrent sans répit une politique de génocide. Pendant trois jours ils chassèrent les Juifs de leurs habitations et les transférèrent dans le quartier voisin du « club des métallos », dans la rue Verkhnaïa Naberejnaïa. Les nazis s'approprièrent les biens des Juifs ainsi chassés. Ils mirent aussi en vente (pour partie) les biens immobiliers leur appartenant,.
La partie de la ville affectée à l'isolement des habitants juifs, se présentait comme un « ghetto fermé ». Ce ghetto occupait le quartier du « Сlub des métallos » et le territoire délimité par les rues voisines de Naberejnaïa, Ilinsk, Kirova, Komsomolskaïa, Engels,. Cette zone fut entourée d'une palissade en planche, de barbelés et surveillée 24 heures sur 24. À cette fin les Allemands étaient aidés par les hommes de la collaboration biélorusse. Le nombre de juifs enfermés dans ce ghetto se serait élevé à 13 000.

## Conditions de vie dans le ghetto
Les conditions de vie dans le ghetto étaient horribles. Dans le territoire du ghetto, il existait des bâtiments à moitié détruits avec des caves. Les prisonniers s'installaient à ciel ouvert dans les ruines de bâtiments détruits. Ceux qui n'avaient pas assez de place se construisaient des huttes. Les habitants du ghetto allaient dormir dans des abris en bois dans les greniers ou dans les caves. Les occupants n'assuraient pas l'approvisionnement des prisonniers. Au début les Juifs échangeaient des objets personnels contre de la nourriture à travers les clôtures, et les habitants de Vitebsk, dans le but d'échanger, allaient aussi à la clôture. Les adolescents, la nuit, parvenaient à sortir du ghetto et à échanger aussi des objets contre de la nourriture.
Au début, les prisonniers ne pouvaient accéder qu'à de l'eau de rivière. À cette fin, les occupants créèrent un accès étroit à la Dvina occidentale (le fleuve traverse la ville en une boucle). Plus tard il y eut une arrivée d'eau de ville au « Club des métallos », d'où sortait un mince filet d'eau. C'est pourquoi des queues immenses se créaient pour accéder à l'eau. Les prisonniers étaient perpétuellement soumis à la contrainte. Les nazis frappaient souvent les Juifs à coup de bâtons. Ils perquisitionnaient aussi les maisons, et prenaient les valeurs qu'ils y trouvaient.

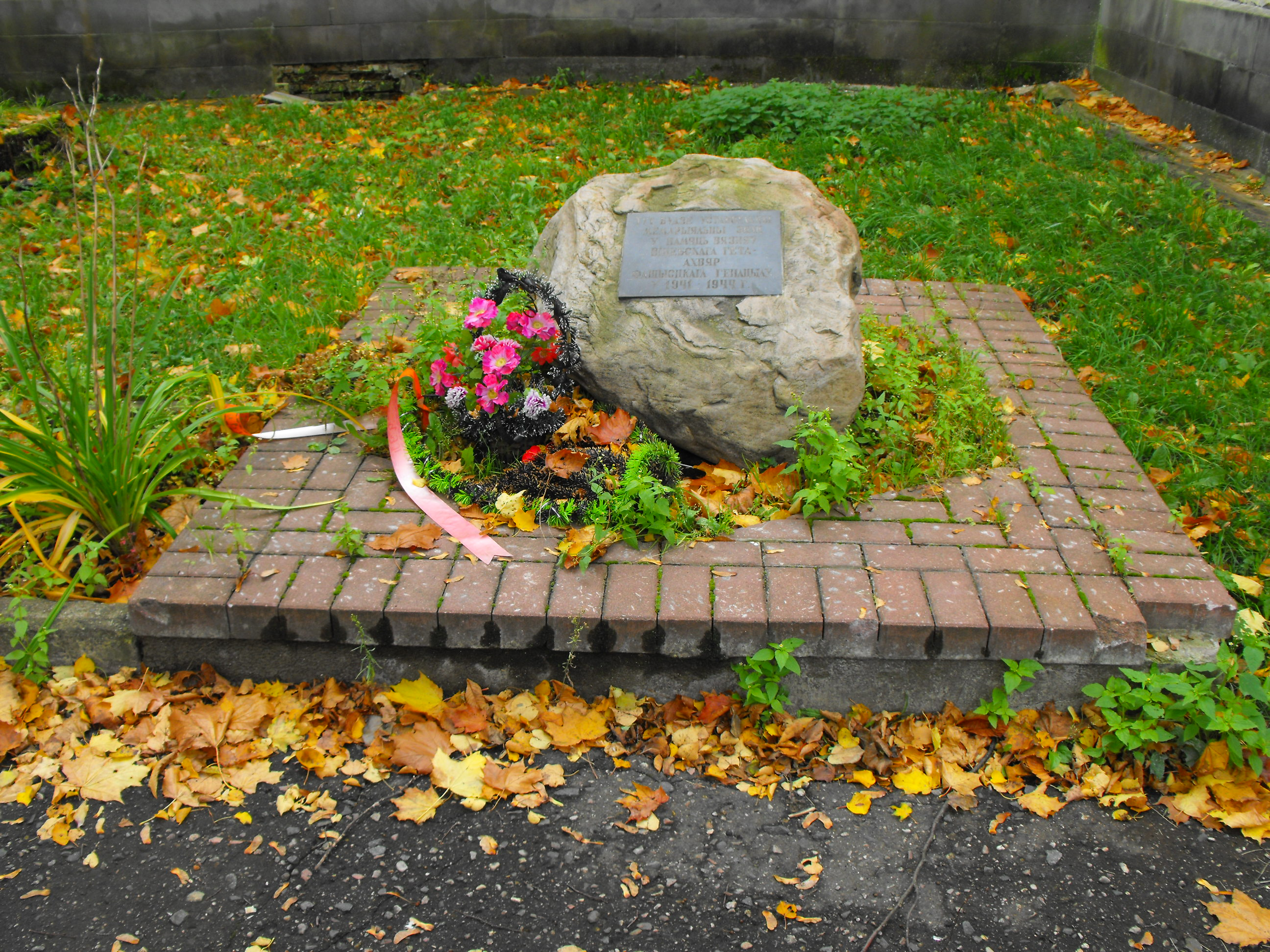
Monument du souvenir au club des métallos avec ce texte : « en souvenir des prisonniers du ghetto de Vitebsk victimes du génocide de 1941-1944. »

Le travail des Juifs consistait en de lourds travaux physiques. Les hommes se mettaient en colonnes pour le triage de déblais ou le déblaiement de la neige dans la ville, et encore des travaux pour les troupes. À part les membres du judenrat, seuls les artisans spécialisés avaient accès aux sorties du ghetto. Quelques Juifs médecins travaillaient comme spécialistes et, à la demande de la protection de la santé, ne furent pas installés dans le ghetto. Le plus connu — I. Е. Rivach, aida par ses soins les partisans et les clandestins et fut tué, en même temps que son épouse, en 1942.
Vers le mois d'octobre 1941, la situation dans le camp devint catastrophique. Les Juifs n'avaient plus rien à échanger pour de la nourriture et ils mouraient de faim. À cette époque, peu avant le 16 septembre 1941, le journal de la collaboration locale « Nouvelles de Vitebsk », avait publié un communiqué : « Tous les citoyens ne sont pas autorisés dans le Ghetto. Et il est interdit aux Juifs de circuler en dehors du ghetto. En cas de violation les coupables seront punis. Signé : la chambre pénale criminelle de la ville de Vitebsk ».
Les conditions de vie dans le ghetto empiraient sans fin. Chaque jour, des dizaines de gens mouraient de faim, de froid et de maladie ; en premier lieu les vieux et les enfants. Parfois les corps étaient évacués hors du ghetto, mais le plus souvent, les morts étaient enterrés dans le ghetto, à côté des bâtiments du club des métallos ou dans les ruines d'un bâtiment écroulé. Dans le ghetto, selon différentes sources, chaque jour mourraient entre 30 et 70 prisonniers. En tout, durant les trois mois qui suivirent celui de juillet jusqu'à octobre, moururent environ 5 000 personnes,.

## Destruction du ghetto
Les fusillades massives de Juifs furent pratiquées par les nazis dès les premiers jours d'occupation de Vitebsk. Dans le cimetière juif (Cimetière Staro-Oulanovitskoe) dans le raïon de Pestokavik, la tuerie dura trois jours (la date exacte et le nombre exact sont toutefois inconnus). Elle avait été précédée d'une rafle. La suite des massacres fut organisée de manière systématique.
Un autre massacre eut lieu le 20 juillet 1941. Les occupants obligèrent d'abord tous les hommes de 15 à 50 ans à se rassembler dans l'ancien jardin de la ville appelé Lénine. Ensuite, après les avoir battus, ils les rangèrent en groupe de 30 personnes et les fusillèrent (le nombre exact des victimes n'est pas connu) sous prétexte de ne pas avoir respecté l'ordre d'afficher une étoile jaune sur soi. Plus tard, le 24 juillet 1941 les occupants tuèrent à nouveau un groupe d'hommes juifs. En cachant les véritables raisons de leur décision, les nazis rassemblèrent des gens « pour nettoyer la ville de ses débris », leur donnant des pelles et des balais. Environ 300 juifs furent envoyés au mont Oulanovitchsk où ils furent fusillés prétendument pour « incendie volontaire ».
En juillet 1941 les forces de la Wehrmacht - 345 soldats du régiment d'infanterie prirent part activement a l'assassinat de 2 000 juifs de Vitebsk sur les bords de la Dvina occidentale. Parmi ces derniers des femmes, des enfants, des vieillards.

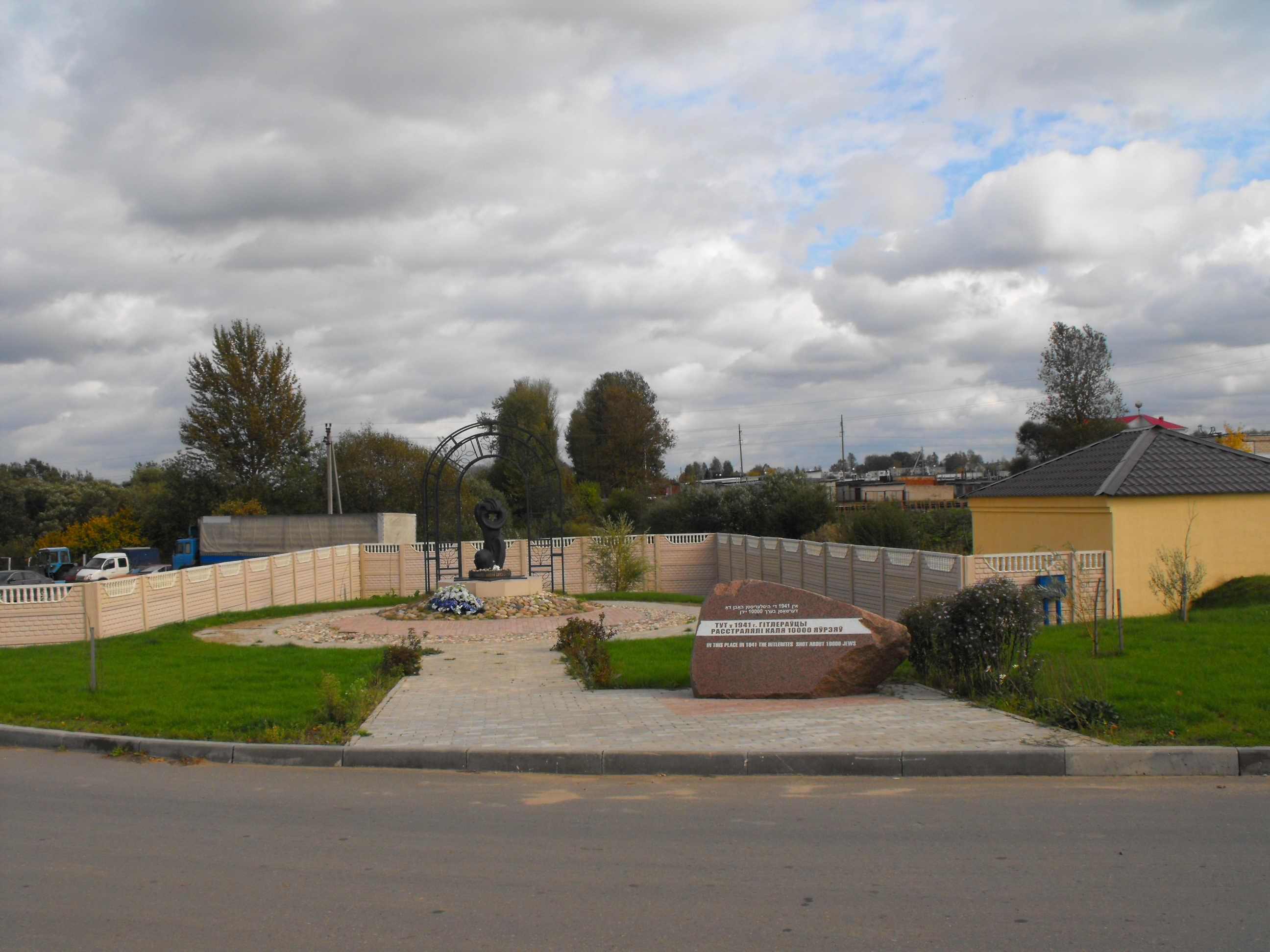

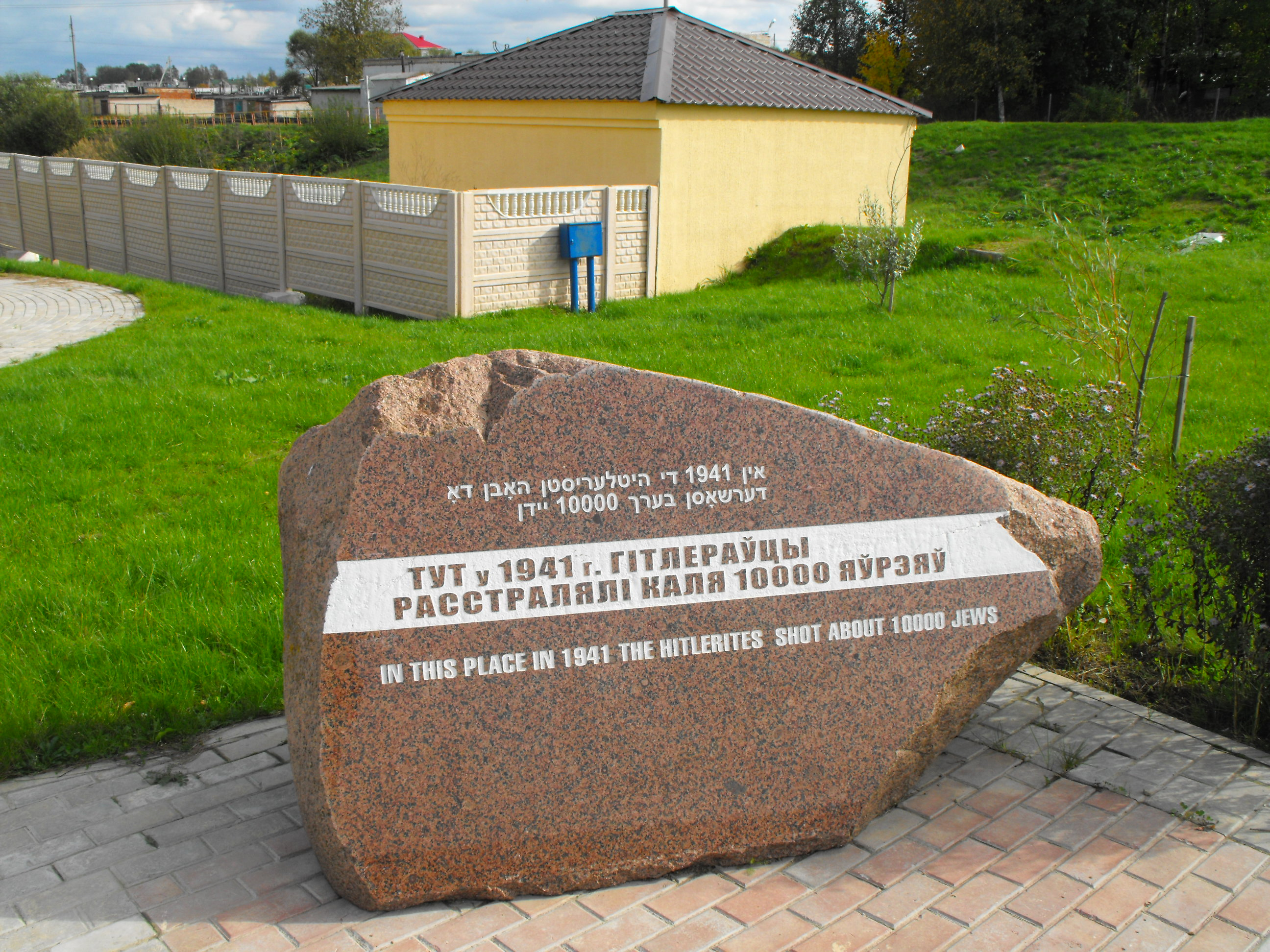
Mémorial à l'endroit où furent assassinés 10000 Juifs prisonniers du ghetto venant des faubourgs de Sébiak et Ilovsk (Toulovo). Se trouve à gauche de la route de Vitebsk près de la rue Lazo (du côté du chemin de Toulovo).

À la fin juillet, début août 1941 arrivèrent à Vitebsk la police de sécurité des Einsatzgruppen et les SD sous le commandement d'Alfred Filbert, avec mission d'exterminer l'ensemble de la population juive. L'Einsatzgruppen-9 commença immédiatement à organiser des rafles dans les environs de Vitebsk, ajoutant ensuite les Juifs capturés à ceux du ghetto déjà en surnombre. Le bétail appartenant aux Juifs des villages fut confisqué et entassé dans un bâtiment. Dès les dix premiers jours de leur arrivée à Vitebsk, les Einsatzgruppen-9 avaient tués 100 personnes. Ces « actions » (c'est par cet euphémisme que les Allemands appelaient ces organisations de massacre de masses) se produisaient pratiquement tous les jours. Le 24 juillet 1941 400 juifs furent tués pour, soi-disant, avoir provoqué des incendies volontaires dans la ville. Du 20 au 25 octobre 1941, sous prétexte de lutter contre une épidémie, 3 000 prisonniers furent exécutés.
En règle générale les nazis cachaient leurs véritables intentions, proposant au judenrat de mettre les gens au travail. À la fin du mois d'août 1941 les occupants organisèrent un massacre dont la cible était la partie la plus active des prisonniers du ghetto. Les nazis prirent à Vitebsk 500 à 600 juifs (des médecins, des instituteurs, des étudiants) pour les mener dans un village des faubourgs appelé Sébiak et les fusillèrent dans le fossé d'Ilovsk (Toulovsk). L'extermination systématique des Juifs de Vitebsk se prolongea le mois suivant. Ainsi le 4 septembre 1941 les Einsatzgruppen-9 fusillèrent 146 Juifs « comme dirigeants du NKVD et d'autres organes politiques », mais aussi « pour fraude lors de la récolte des moissons et constructions de routes et d'aérodromes ». En septembre la Wehrmacht transféra du camp des civils 397 Juifs qui furent exécutés sans délais. Le même sort fut donné à 332 prisonniers du ghetto.
En octobre 1941 du fait de l'absence de mesures d'hygiène et d'aide médicale, les dangers d'épidémie se développèrent. La méthode de lutte des nazis contre cette menace consistait uniquement dans l'extermination des populations. Alfred Filberg, commandant des Einsatzgruppen-9 et principal bourreau du ghetto de Vitebsk signa un arrêté d'extermination étalée de tous les juifs. L'arrêté fut justifié par le danger de développement d'épidémies. Les documents à ce sujet contiennent des données contradictoires à propos des dates de liquidation du ghetto et le nombre des victimes. Dans le rapport des Einsatzgruppen « B » on parle de deux massacres par fusillades en octobre pour 3 000 victimes et de 4 090 victimes en décembre. Selon les documents du procès qui s'est tenu à Berlin-ouest en mai 1962, il est question de trois fusillades en octobre : une de 250 victimes sous la direction de Grayfenberg, une de 750 dirigée par Filbert, et une de 800 dirigée par Shtrouk. Toutes les victimes étant juives. Selon les documents du Ts.G.K. (commission gouvernementale extraordinaire pour l'établissement et la poursuite des crimes des fascistes allemands) Commission extraordinaire de l'État, 17 000 personnes furent fusillées. Selon d'autres sources encore 11 000 ou 8 000 Juifs.
Les dates de fusillades citées dans ces différents documents sont le 2 au 12 octobre, le 20 au 25 octobre, le 6 au 8 novembre 1941. Il existe encore une date — le 19 décembre 1941. Selon le rapport de Einsatzgruppen « B », c'est ce jour que furent exterminés les derniers prisonniers du camp de Vitebsk (4 090 personnes), et le Sicherheitsdienst communiqua l'information à Berlin selon laquelle le ghetto était entièrement liquidé. Les documents du Ts.G.K. (commission gouvernementale extraordinaire pour l'établissement et la poursuite des crimes des fascistes allemands, en russe : ЧГК) parlent d'une liquidation en octobre-novembre 1941, mais citent d'autres chiffres de victimes.
Le modus opérandi des meurtres de masse se présenta comme suit. Des milliers de prisonniers furent transportés en camions au village de Sébiak, où eut lieu l'exécution. Les victimes furent transportées par la rue Toulovsk jusqu'au ravin, situé de 100 mètres à 150 mètres de là ; on les obligea à se déshabiller ; par groupes de 5-10 personnes on les poussa vers le ravin et là on les tua. Les fusillades eurent lieu du matin jusque tard le soir. Les enfants et les vieux furent jetés vivants dans le ravin. Par la suite, par-dessus cette tombe, un camion passa pour écraser la terre jetée sur les corps. C'est l'Einsatzgruppen-9 qui réalisa ces tueries. Le nombre de juifs morts durant l'occupation allemande à Vitebsk s'élève à : 17 000-18 000 personnes.
Parmi les lieux d'exécutions il y eut : le ravin de Ilovsky (Тoulovsky), le cimetière juif du raïon de Peskovatika, le cimetière de Staro-Oulanovisk, le mont Oulanovisk (le long de l'actuel cimetière de Mazourino), la mare noire, le ravin de Doukobsky à l'ancien aéroport dans le raïon de Loutchios, la terre près de la rivière Bitva, tout près de l'Institut Vétérinaire,.
En 1943, les nazis, craignant les conséquences de leurs crimes, cachèrent l'exécution et l'inhumation des juifs. Ils brulèrent les restes des victimes avant l'arrivée des forces soviétiques qui libérèrent Vitebsk et dont l'arrivée s'annonçait après leur victoire à Stalingrad. Quant à la population qui travailla pour effacer les traces des crimes et des inhumations, après l'accomplissement de son travail, elle fut « liquidée »,.

## Résistance dans le ghetto
Une partie des Juifs de Vitebsk réussirent à se cacher et échappèrent aux occupants, mais la plupart d'entre eux furent pris après des battues ou moururent de froid ou de faim.
Cela est, en partie, confirmé par les enregistrements dans le registre de la prison de la ville de Vitebsk d'après 1942. La plupart des prisonniers étaient juifs (de tous âges). Presque tous (plus de cent Juifs) furent fusillés.
Il y eut des cas de sauvetage réussis. Les prisonniers Sophia Goldina et Semen Ougoritz, qui avaient fui le ghetto, survécurent jusqu'à leur libération. Cependant nombre de Juifs ayant fui le ghetto ne survécurent pas.

## L'histoire des Juifs de Vitebsk après la guerre
Après la libération de Vitebsk revinrent dans la ville des évacués ou des engagés dans l'armée rouge. En 1970 on comptait seulement 17 343 Juifs à Vitebsk, soit 7,5 % de la population totale de la ville. En 1979 il en restait 9 328 (3,1 %). En 1989, 8 139 Juifs (2,3 %).
Selon le recensement de 1999, il restait à cette date 2 883 Juifs, soit 0,84 % de la population totale de la ville.

## Mémoire
En 1995, à Toulovsk, à l'endroit du massacre des Juifs, dans le ravin (Ilovsk) fut élevé un monument à leur souvenir et plus tard encore le 25 juin 2010.
Il existe des publications incomplètes des listes des victimes juives à Vitebsk à l'époque de la Shoah.

### Sources
- (ru) Cet article est partiellement ou en totalité issu de l’article de Wikipédia en russe intitulé « Витебское гетто » (voir la liste des auteurs).
- (ru) Справочник о местах принудительного содержания гражданского населения на оккупированной территории Беларуси 1941-1944 (Répertoire des lieux de résidence forcée de populations civiles en Biélorussie de 1941 à 1944).
- (ru) Национальный архив Республики Беларусь (НАРБ). — фонд 861, опись 1, дело 5, листы 15-16, 25, 51, 76[14]; (Archives nationales de la république de Biélorussie).
- (ru) Государственный архив Витебской области. — фонд 1-п, оп. 1, д. 102, л. 8[14]; (Archives de la région de Vitebsk.)
- (ru) Государственный архив Российской Федерации (ГАРФ). — фонд 7021, опись 84, дело 3, листы 1, 10-11, 15[14]; (Archives de la fédération de Russie).
- (ru) Yitzhak Arad (Itsak Arad). Extermination des Juifs d'URSS -Уничтожение евреев СССР в годы немецкой оккупации (1941—1944). Recueil de documents - Сборник документов и материалов, Jérusalem-Иерусалим, издательство Яд ва-Шем, 1991, стр. 16  (ISBN 9653080105) (Extermination des Juifs d'URSS pendant l'occupation). Jérusalem. Yad Vashem.
- (ru) Modèle:РЕЭ